# 玉山佛甲草
玉山佛甲草，別名新高山景天、玉山景天，景天属的宿根性植物。为台湾特有植物，分布在台湾海拔2500米至3950米的山區。

## 生長型態
玉山佛甲草為多年生宿根性草本植物，生長在高山上陽光充足的岩屑地、森林，但略陰溼之河床地或山壁亦可見。
株高約20公分。肉質葉密集互生，長橢圓狀，全緣，長5-8毫米，寬1-2毫米。聚繖型花序，萼片不等長，花瓣5枚黃色長橢形。結直立褐色蓇葖果。每年4~5月春末夏初為萌芽期。花期7~10月，11~12月結果、落葉，之後進入休眠期過冬。